# Galerie Drogerie Zlevněné zboží
Galerie Drogerie Zlevněné zboží vznikla jako neoficiální veřejný výstavní prostor v Brně ve čtvrti Veveří na rohu ulic Bayerovy a Kotlářské. Fungovala za normalizace v závěru komunistického režimu v letech 1986–1989. Informace o tom, jak galerie vypadala a fungovala, jsou dochovány ve videozáznamech jejího kameramana Aleše Záboje, dále se galerií zčásti zabývala Hana Pospíšilová ve své bakalářské práci z roku 2012, kniha Brněnská osmdesátá, která vyšla jako katalog ke stejnojmenné výstavě v Muzeu města Brna na Špilberku v roce 2010, a částečně také příspěvek Jiřího Valocha ve sborníku Zakázané umění I., který vyšel z iniciativy Mileny Slavické a Marcely Pánkové.

## Historie
Galerie byla otevřena jako alternativní veřejný prostor v listopadu 1986 z iniciativy Petra Oslzlého, Rostislava Pospíšila a Drahomíra Svatoně. Nacházela se v prostorách drogerie v Brně na nároží ulic Bayerovy a Kotlářské (rohový prostor obchodního parteru domu Bayerova 20/Kotlářská 37). Galerie byla přístupná po otevírací dobu provozovny od 10 do 17 hodin. Vystavovala v ní řada zakázaných českých autorů, kteří neměli možnost vystavovat v prostorách oficiálních galerií a dvakrát se podařilo vystavit i zahraniční autory. K tomu došlo v roce 1987, kdy byl v galerii prezentován polský umělec Krzysztof Rynkiewicz a v témže roce došlo také k vystavení děl britské umělkyně Helen Ganly. První výstava otevírající alternativní výstavní prostor v roce 1986 prezentovala jednoho ze zakladatelů Rostislava Pospíšila.
Intencí k založení galerie bylo vytvořit veřejný prostor pro prezentaci autorů, kteří oficiálně vystavovat nemohli. Autoři našli inspiraci v okouzlení malými pařížskými galeriemi, které svou atmosféru představovaly něco v Československu nenalezitelného. Druhý jakýsi ochranitelský důvod nebo spíše záminka pro udržení existence galerie byl koncept galerie jako reklamy, která má iniciovat častější návštěvy drogerie ze strany zákazníků, a tak zvyšovat obrat obchodu. Pravda byla taková, že ve dnech vernisáží skutečně docházelo k závratným tržbám jindy dosahovaným v průběhu měsíce.
Petr Oslzlý nachází výraz "zlevněné zboží" jako příznačný pro umělce, kterým bylo zakázáno vystavovat na oficiálních výstavních platformách a přeneseně je pojmenoval také jako jakousi "zlevněnou generaci".

## Koncept vernisáží
Vernisáže probíhaly na základě předem stanoveného pravidelně dodržovaného konceptu, který sestával ze dvou částí. První část se odehrávala v galerii/drogerii od 16 do 17 hodin za účasti hudebního doprovodu. Vystavující umělec byl vždy oblečen v bílém plášti a zastával roli prodavače spolu s oficiálním a jediným prodavačem drogerie Drahomírem Svatoněm. Návštěvníci si pak od nich kupovali různé zlevněné zboží a za hodinu udělali tržbu srovnatelnou s celoměsíčním obratem.
Druhá část se odehrávala v nedaleké pivnici Praha v salonku, kde byl založen brněnský Devětsil. Zde zahajovací řeč vedl Petr Oslzlý a následně byl promítán zhruba 30minutový film zaznamenávající návštěvu ateliéru zrovna prezentovaného umělce. Tyto krátkometrážní medailony natáčel většinou Aleš Záboj, ale některé z videoportrétů dělali i Milan Maryška a Michal Hýbek.
Výjimku v koncepci druhé části vernisáže tvořila výstava Josefa Daňka a Blahoslava Rozbořila, kteří v salonku pivnice Praha parafrázovali učenou přednášku nacházející se na pomezí performance a divadla v únoru roku 1989.

## Řád galerie a pravidla jejího fungování
Podle Hany Pospíšilové.
1. Galerie se nazývá „Drogerie Zlevněné zboží“ podle obchodu, v němž se výstavy odehrávají.
2. Malý prostor – jedna stěna, strop a zadní plocha otevřené výkladní skříně – nepředurčuje vystavování větších souborů.
3. Malý reálný výstavní prostor obchodu je doplněn velkým imaginárním prostorem videoportrétů autorů, děl a prostředí, v němž vznikají.
4. Videoportrét musí být natočen a vytvořen v jediném dnu, a to metodou občas přerušovaného videozáznamu toku času.
5. Galerie má svou fixní hlavičku, která je součástí pozvánky na výstavu – tištěného listu formátu A4, jehož předlohu napíše výtvarník ručně jako nabídkový list rozmanitého zlevněného drogistického zboží.
6. Otevření výstavy se odehrává jako scénovaná událost – free performance – od 16:00 do 17:00.
7. Po uzavření obchodu v 17:00 odchází všichni pozvaní do přilehlé pivnice Praha, kde se v salonku promítá videoportrét vystavovaného umělce.
8. Výstava je nejméně měsíc volně přístupna veřejnosti v době, kdy je otevřen obchod. Díla nejsou prodejná.

## Realizované výstavy
Data vernisáží podle Hany Pospíšilové.
- 12. 11. 1986 Rostislav Pospíšil
- 9. 12. 1986 Aleš Lamr
- 14. 1. 1987 Milivoj Husák
- 16. 2. 1987 Karel Rechlík
- 17. 3. 1987 Jan Steklík
- 21. 4. 1987 Jef Kratochvil
- 18. 5. 1987 Joska Skalník
- 16. 6. 1987 Jan Šimek + Petr Baran
- 2. 9. 1987 Jaroslav Kořán
- 29. 9. 1987 Krzysztof Rynkiewicz
- 18. 11. 1987 Vladimír Kokolia
- 18. 12. 1987 Helen Ganly
- 9. 2. 1988 Zorka Ságlová
- 16. 3. 1988 Jan Dungel
- 25. 5. 1988 Jiří Hynek Kocman
- 21. 9. 1988 Bob Pacholík
- 9. 12. 1988 Václav Houf
- únor 1989 Josef Daněk + Blahoslav Rozbořil
- 18. 4. 1989 Tomáš Ruller